# Xysticus embriki
Xysticus embriki är en spindelart som beskrevs av Gábor von Kolosváry 1935. Xysticus embriki ingår i släktet Xysticus och familjen krabbspindlar. Inga underarter finns listade i Catalogue of Life.